# Condado de Northern Sunrise
El condado de Northern Sunrise es un distrito municipal canadiense situado en la provincia de Alberta.

## Superficie
Northern Sunrise tiene una superficie de 20 915,18 km².

## Demografía
En 2021, tenía 1711 habitantes, una densidad poblacional de 0,1 hab./km², y 765 viviendas.